# Ayala Corporation
Ayala Corporation (på spanska: Corporación Ayala) är ett filippinskt konglomerat med huvudkontor i Makati. Det grundades av Domingo Róxas och Antonio de Ayala som Ayala y Compañía 1834.